# 曼塔 (昆迪納馬卡省)
曼塔是哥倫比亞的城鎮，位於該國中部，由昆迪納馬卡省負責管轄，距離首府波哥大90公里，始建於1772年7月24日，面積105平方公里，海拔高度1,581米，2005年人口4,393。
5°05′N 73°35′W / 5.083°N 73.583°W